# Iolana debilitata
Iolana debilitata är en fjärilsart som beskrevs av Schultz 1905. Iolana debilitata ingår i släktet Iolana och familjen juvelvingar. Inga underarter finns listade i Catalogue of Life.